# 見惑
见惑，佛教術語，邪心觀理，名之為見，見煩惱者，謂五利使和五鈍使。見諦所斷，合三界（欲，色，無色）四行（苦，集，滅，道）共八十八使。与其对应的是思惑，共称见思惑，即煩惱障的內容。

## 概述
- 主要指見道所要破除的煩惱，所以又稱作見所斷煩惱。
- 三界見惑共有八十八種，稱為見惑八十八使。八十八使中之貪、瞋、癡、慢、疑五種惑（又名五鈍使），是得禪外道，於五見上，所起之邪三毒（又名背上使），見惑所攝，不同思惑中之正三毒。
- 欲界之苦諦下，有貪、瞋、癡、慢、疑、身見、邊見、邪見、見取見、戒禁取見等十惑。
- 欲界集諦下，有貪、瞋、癡、慢、疑、邪見、見取見等七惑。
- 欲界滅諦下，有貪、瞋、癡、慢、疑、邪見、見取見等七惑。
- 欲界道諦下，有貪、瞋、癡、慢、疑、邪見、見取見、戒禁取見等八惑。
- 欲界四諦，共有三十二使見煩惱。
- 色界、無色界於四諦下，各除瞋，因此，色界，無色界，各有二十八使，合計三界，見煩惱共有八十八使。

## 表格
| 三界   | 四諦 | 五鈍使 | 五鈍使 | 五鈍使 | 五鈍使 | 五鈍使 | 五利使 | 五利使 | 五利使 | 五利使 | 五利使   | 个数 | 合计 |
| 三界   | 四諦 | 貪     | 瞋     | 癡     | 慢     | 疑     | 身見   | 邊見   | 邪見   | 見取見 | 戒禁取見 | 个数 | 合计 |
| ------ | ---- | ------ | ------ | ------ | ------ | ------ | ------ | ------ | ------ | ------ | -------- | ---- | ---- |
| 無色界 | 苦   | 有     | -      | 有     | 有     | 有     | 有     | 有     | 有     | 有     | 有       | 9    | 28   |
| 無色界 | 集   | 有     | -      | 有     | 有     | 有     | -      | -      | 有     | 有     | -        | 6    | 28   |
| 無色界 | 滅   | 有     | -      | 有     | 有     | 有     | -      | -      | 有     | 有     | -        | 6    | 28   |
| 無色界 | 道   | 有     | -      | 有     | 有     | 有     | -      | -      | 有     | 有     | 有       | 7    | 28   |
| 色界   | 苦   | 有     | -      | 有     | 有     | 有     | 有     | 有     | 有     | 有     | 有       | 9    | 28   |
| 色界   | 集   | 有     | -      | 有     | 有     | 有     | -      | -      | 有     | 有     | -        | 6    | 28   |
| 色界   | 滅   | 有     | -      | 有     | 有     | 有     | -      | -      | 有     | 有     | -        | 6    | 28   |
| 色界   | 道   | 有     | -      | 有     | 有     | 有     | -      | -      | 有     | 有     | 有       | 7    | 28   |
| 欲界   | 苦   | 有     | 有     | 有     | 有     | 有     | 有     | 有     | 有     | 有     | 有       | 10   | 32   |
| 欲界   | 集   | 有     | 有     | 有     | 有     | 有     | -      | -      | 有     | 有     | -        | 7    | 32   |
| 欲界   | 滅   | 有     | 有     | 有     | 有     | 有     | -      | -      | 有     | 有     | -        | 7    | 32   |
| 欲界   | 道   | 有     | 有     | 有     | 有     | 有     | -      | -      | 有     | 有     | 有       | 8    | 32   |